# 245 до н. е.

## Події
- цар Спарти Агіс IV
- стратег Ахейського союзу Арат Сікіонський
- до Етолійського союзу приєдналися беотійці

## Магістрати-епоніми
Римська республіка консули: Марк Фабій Бутеон та Гай Атілій Бульб.